# 森特三號鎮區 (密蘇里州格林縣)
森特三號鎮區（英語：Center No. 3 Township）是位於美國密蘇里州格林縣的一個行政鎮區。

## 地方資料
森特三號鎮區的面積為105.68平方千米，當中陸地面積為105.63平方千米，而水域面積為0.05平方千米。根據2020年美國人口普查的數據，當地共有人口1800人，而人口密度為每平方千米17.03人。